# Karl Steensen
Karl Steensen (* 3. März 1883 auf dem Blumenhof (Struckum); † 16. April 1957) war ein deutscher Politiker (CDU).
Steensen war vom 2. Dezember 1946 bis zum 19. April 1947 Mitglied des zweiten ernannten Landtags von Schleswig-Holstein. Er gehörte dort dem Ausschuss für Ernährung und Landwirtschaft sowie dem Sonderausschuss für Sylt an.